# Naintré
Naintré est une commune du Centre-Ouest de la France, située dans la banlieue sud de Châtellerault, dans le département de la Vienne en région Nouvelle-Aquitaine. C'est la dixième ville de la Vienne.

## Géographie

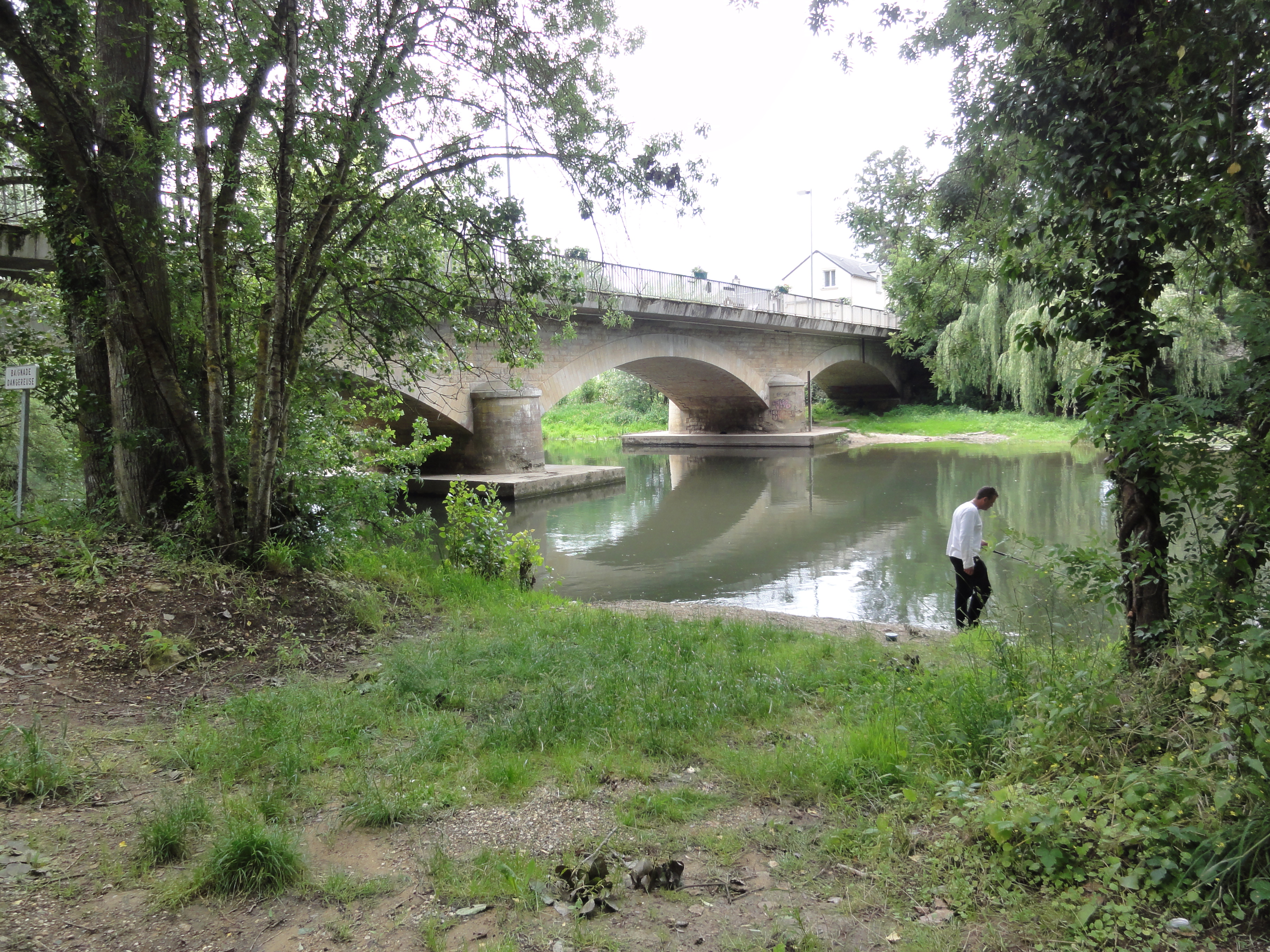
Pont de Domine sur le Clain à Naintré.

### Hydrographie
Naintré se situe à l'ouest du Clain, rivière se déversant dans la Vienne.

### Communes limitrophes
| Thuré              |         | Châtellerault       |
| Colombiers         | Naintré | Cenon-sur-Vienne    |
| Beaumont Saint-Cyr |         | Vouneuil-sur-Vienne |

### Climat
Le climat qui caractérise la commune est qualifié, en 2010, de « climat océanique altéré », selon la typologie des climats de la France qui compte alors huit grands types de climats en métropole. En 2020, la commune ressort du même type de climat dans la classification établie par Météo-France, qui ne compte désormais, en première approche, que cinq grands types de climats en métropole. Il s’agit d’une zone de transition entre le climat océanique, le climat de montagne et le climat semi-continental. Les écarts de température entre hiver et été augmentent avec l'éloignement de la mer. La pluviométrie est plus faible qu'en bord de mer, sauf aux abords des reliefs.
Les paramètres climatiques qui ont permis d’établir la typologie de 2010 comportent six variables pour les températures et huit pour les précipitations, dont les valeurs correspondent à la normale 1971-2000. Les sept principales variables caractérisant la commune sont présentées dans l'encadré ci-après.
| Paramètres climatiques communaux sur la période 1971-2000 - Moyenne annuelle de température : 11,7 °C - Nombre de jours avec une température inférieure à −5 °C : 2 j - Nombre de jours avec une température supérieure à 30 °C : 7,3 j - Amplitude thermique annuelle : 14,8 °C - Cumuls annuels de précipitation : 670 mm - Nombre de jours de précipitation en janvier : 10,8 j - Nombre de jours de précipitation en juillet : 6,3 j |

Avec le changement climatique, ces variables ont évolué. Une étude réalisée en 2014 par la Direction générale de l'Énergie et du Climat complétée par des études régionales prévoit en effet que la  température moyenne devrait croître et la pluviométrie moyenne baisser, avec toutefois de fortes variations régionales. La station météorologique de Météo-France installée sur la commune et en service de 1985 à 2012 permet de connaître l'évolution des indicateurs météorologiques. Le tableau détaillé pour la période 1981-2010 est présenté ci-après.
| Mois                                  | jan.           | fév.           | mars           | avril         | mai           | juin          | jui.          | août          | sep.          | oct.          | nov.          | déc.           | année      |
| ------------------------------------- | -------------- | -------------- | -------------- | ------------- | ------------- | ------------- | ------------- | ------------- | ------------- | ------------- | ------------- | -------------- | ---------- |
| Température minimale moyenne (°C)     | 1,8            | 1,8            | 3,7            | 5,7           | 9,5           | 12,4          | 14,2          | 13,9          | 10,8          | 8,5           | 4,3           | 2,4            | 7,4        |
| Température moyenne (°C)              | 4,9            | 5,9            | 8,7            | 11            | 15,1          | 18,3          | 20,4          | 20,3          | 16,9          | 13,3          | 8             | 5,4            | 12,4       |
| Température maximale moyenne (°C)     | 8              | 10             | 13,7           | 16,4          | 20,8          | 24,3          | 26,7          | 26,8          | 23            | 18,2          | 11,8          | 8,5            | 17,4       |
| Record de froid (°C) date du record   | −17,2 16.01.85 | −14,3 09.02.12 | −10,8 01.03.05 | −6,1 21.04.91 | 0 14.05.95    | 3,6 05.06.89  | 6,4 04.07.90  | 3,7 31.08.86  | 2,6 30.09.88  | −3,9 30.10.97 | −8,9 22.11.93 | −15,8 30.12.85 | −17,2 1985 |
| Record de chaleur (°C) date du record | 16,9 05.01.99  | 22,6 20.02.98  | 25,9 19.03.05  | 30,6 30.04.05 | 33,5 27.05.05 | 38,6 22.06.03 | 38,4 18.07.06 | 41,8 06.08.03 | 34,7 03.09.05 | 30,7 01.10.11 | 22,3 02.11.11 | 19,5 07.12.00  | 41,8 2003  |
| Précipitations (mm)                   | 58,3           | 52,9           | 48,7           | 61,5          | 59,6          | 52,3          | 51,8          | 46,5          | 48,3          | 68,1          | 71,4          | 67,7           | 687,1      |

### Voies de communication et transports

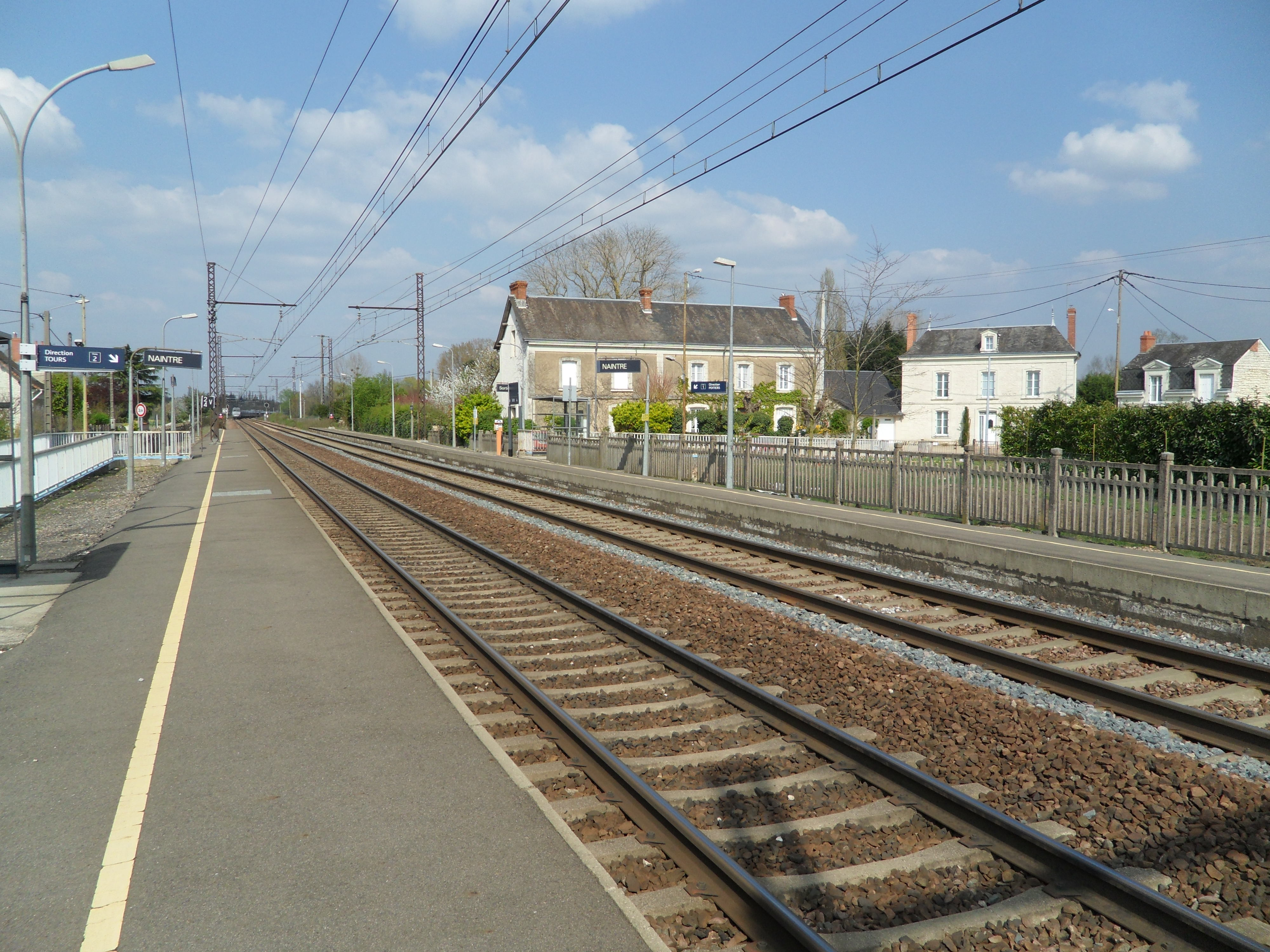
La gare de Naintré-Les-Barres près de la RN 10 en 2010.

Naintré se situe entre l'autoroute A10 à l'ouest, et la voie de chemin de fer Paris-Bordeaux à l'est. Elle est sur l'axe Châtellerault-Poitiers, et plus généralement Tours (ou Paris)-Bordeaux.

## Urbanisme

### Typologie
Au 1er janvier 2024, Naintré est catégorisée bourg rural, selon la nouvelle grille communale de densité à sept niveaux définie par l'Insee en 2022.
Elle appartient à l'unité urbaine de Châtellerault, une agglomération intra-départementale regroupant quatre  communes, dont elle est une commune de la banlieue,,. Par ailleurs la commune fait partie de l'aire d'attraction de Châtellerault, dont elle est une commune de la couronne,. Cette aire, qui regroupe 44 communes, est catégorisée dans les aires de 50 000 à moins de 200 000 habitants,.

### Occupation des sols
L'occupation des sols de la commune, telle qu'elle ressort de la base de données européenne d’occupation biophysique des sols Corine Land Cover (CLC), est marquée par l'importance des territoires agricoles (45,8 % en 2018), en diminution par rapport à 1990 (51,7 %). La répartition détaillée en 2018 est la suivante : 
forêts (33,1 %), zones agricoles hétérogènes (18,9 %), zones urbanisées (18 %), terres arables (17,9 %), prairies (9 %), zones industrielles ou commerciales et réseaux de communication (3,1 %). L'évolution de l’occupation des sols de la commune et de ses infrastructures peut être observée sur les différentes représentations cartographiques du territoire : la carte de Cassini (XVIIIe siècle), la carte d'état-major (1820-1866) et les cartes ou photos aériennes de l'IGN pour la période actuelle (1950 à aujourd'hui).

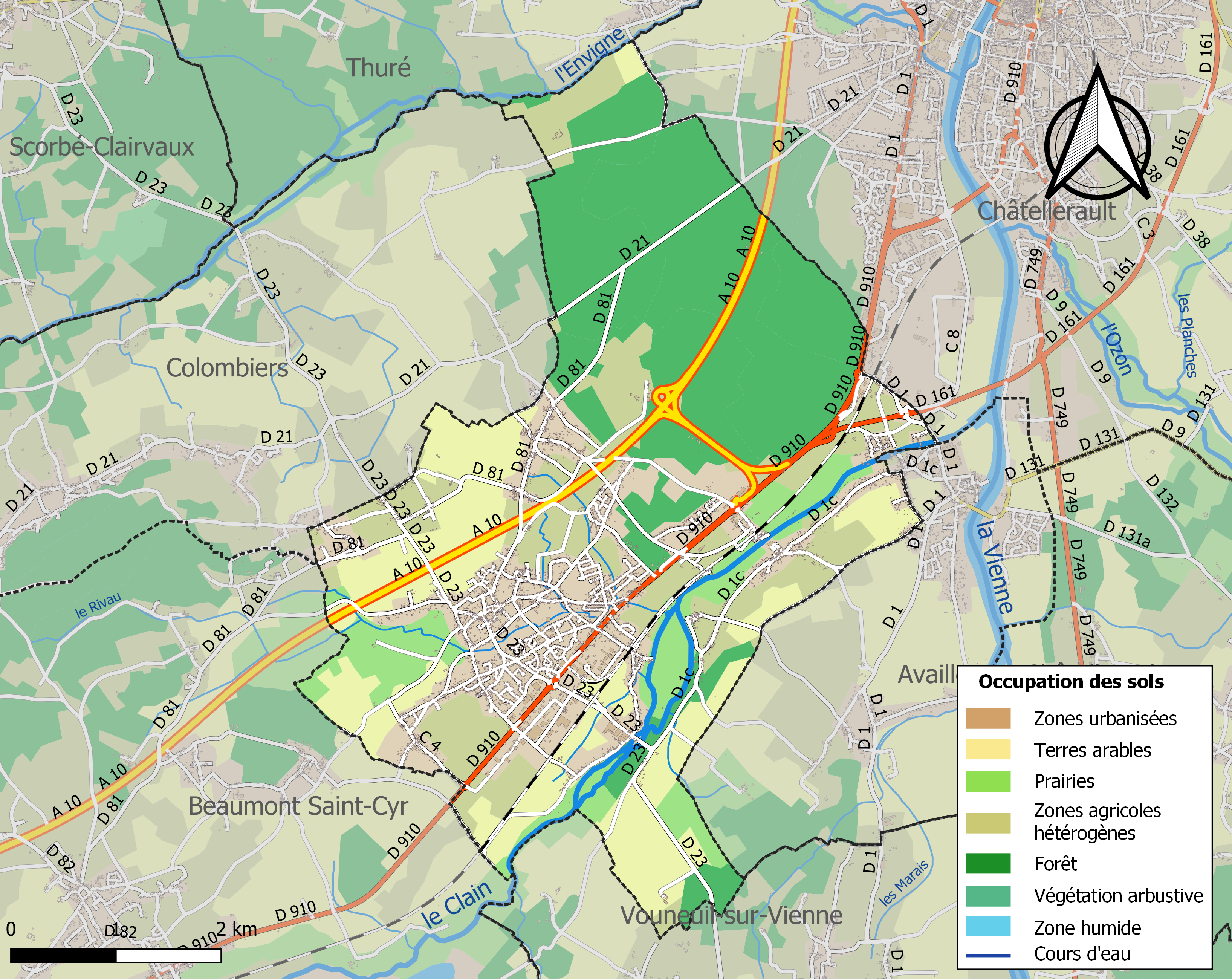
Carte des infrastructures et de l'occupation des sols de la commune en 2018 (CLC).

### Morphologie urbaine
Naintré, alors petite commune située au sud de Châtellerault, s'est développée à partir des années 1960 et 1970, sous la municipalité de Robert Sauvion, entre le bourg de Naintré et le village des Barres sur l'ancienne route nationale 10 où lotissements et nombreux pavillons ainsi que les actuels complexe sportif et centre commercial, sont construits. Elle comprend aussi quelques hameaux tels que Corcet, Repousson, Domine ou encore Chézelles qui se sont également vite urbanisés du fait de sa proximité avec la ville de Châtellerault.

### Risques majeurs
Le territoire de la commune de Naintré est vulnérable à différents aléas naturels : météorologiques (tempête, orage, neige, grand froid, canicule ou sécheresse), inondations, feux de forêts, mouvements de terrains et séisme (sismicité modérée). Il est également exposé à deux risques technologiques,  le transport de matières dangereuses et la rupture d'un barrage. Un site publié par le BRGM permet d'évaluer simplement et rapidement les risques d'un bien localisé soit par son adresse soit par le numéro de sa parcelle.

#### Risques naturels
La commune fait partie du territoire à risques importants d'inondation (TRI) de Châtellerault, regroupant 17 communes concernées par un risque de débordement de la Vienne et du Clain. Les événements antérieurs à 2014 les plus significatifs pour la Vienne sont les crues de février 1698 (1 670 m3/s à Châtellerault), de juillet 1792 (1 520 m3/s), de mars 1913 (1 500 m3/s), de décembre 1944 (1 510 m3/s) et de janvier 1962 (1 500 m3/s). Les crues historiques du Clain sont celles de 1873 (330 m3/s à Poitiers) et de décembre 1982 (330 m3/s). Des cartes des surfaces inondables ont été établies pour trois scénarios : fréquent (crue de temps de retour de 10 ans à 30 ans), moyen (temps de retour de 100 ans à 300 ans) et extrême (temps de retour de l'ordre de 1 000 ans, qui met en défaut tout système de protection),. La commune a été reconnue en état de catastrophe naturelle au titre des dommages causés par les inondations et coulées de boue survenues en 1982, 1983, 1993, 1995, 1997, 1999, 2010 et 2014,. Le risque inondation a vocation à être pris en compte dans l'aménagement du territoire de la commune par le biais du projet plan de prévention des risques (PPR) inondation (PPRI) « Clain aval section Vouneuil-sur-Vienne / Châtellerault », prescrit le 19 juillet 2018, dont le périmètre regroupe 4 communes.
Naintré est exposée au risque de feu de forêt. En 2014, le deuxième plan départemental de protection des forêts contre les incendies (PDPFCI) a été adopté pour la période 2015-2024. Les obligations légales de débroussaillement dans le département sont définies dans un arrêté préfectoral du 29 mai 2015,, celles relatives à l'emploi du feu et au brûlage des déchets verts le sont dans un arrêté permanent du 24 mai 2015,.

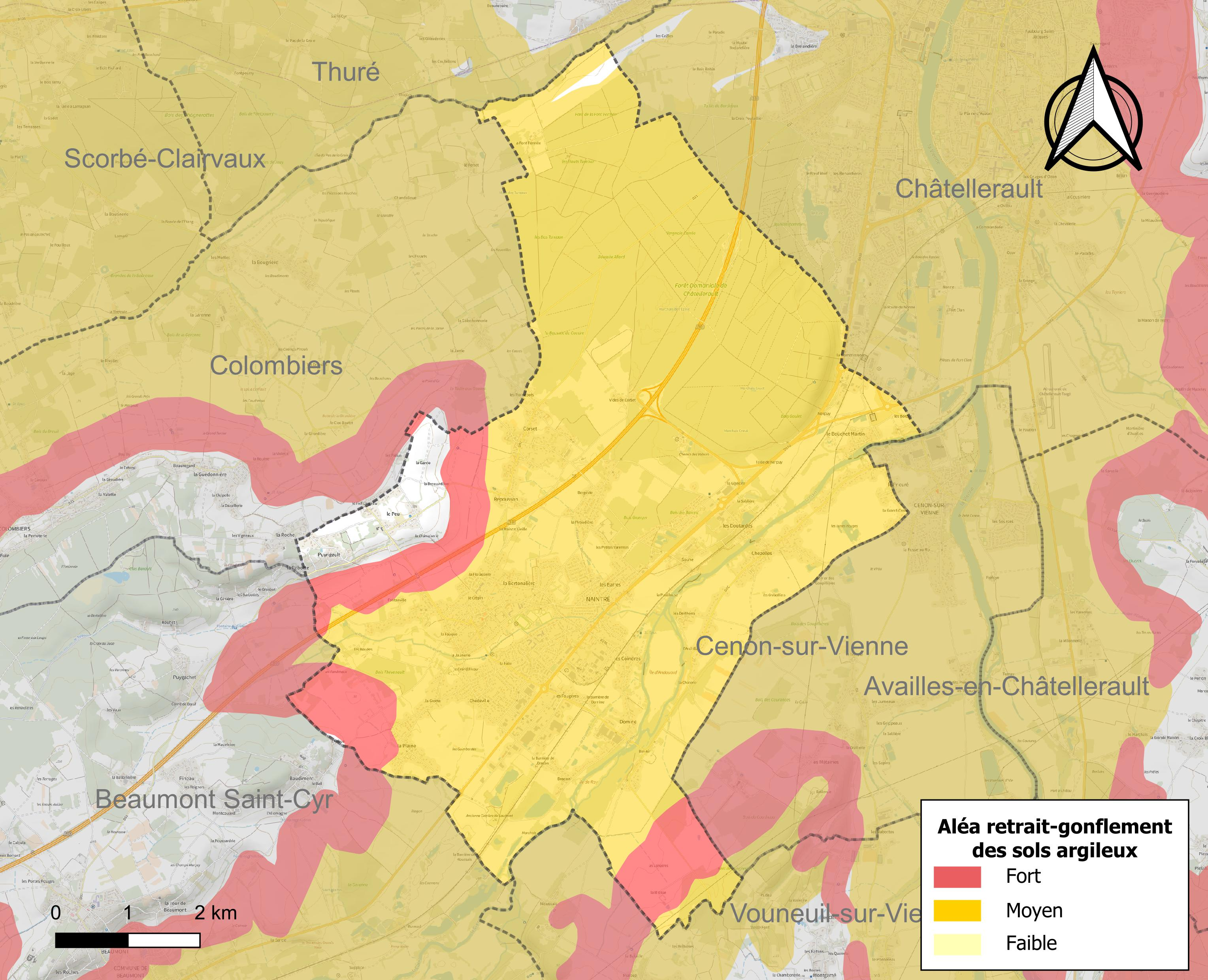
Carte des zones d'aléa retrait-gonflement des sols argileux de Naintré.

Les mouvements de terrains susceptibles de se produire sur la commune sont des affaissements et effondrements liés aux cavités souterraines (hors mines) et des tassements différentiels. Afin de mieux appréhender le risque d’affaissement de terrain, un inventaire national permet de localiser les éventuelles cavités souterraines sur la commune. Le retrait-gonflement des sols argileux est susceptible d'engendrer des dommages importants aux bâtiments en cas d’alternance de périodes de sécheresse et de pluie. 95,9 % de la superficie communale est en aléa moyen ou fort (79,5 % au niveau départemental et 48,5 % au niveau national). Depuis le 1er octobre 2020, en application de la loi ÉLAN, différentes contraintes s'imposent aux vendeurs, maîtres d'ouvrages ou constructeurs de biens situés dans une zone classée en aléa moyen ou fort,.
La commune a été reconnue en état de catastrophe naturelle au titre des dommages causés par la sécheresse en 1989, 1991, 1992, 1993, 2003, 2005 et 2017 et par des mouvements de terrain en 1999 et 2010.

#### Risque technologique
La commune est en outre située en aval des barrages de Lavaud-Gelade et de Vassivière dans la Creuse, des ouvrages de classe A. À ce titre elle est susceptible d’être touchée par l’onde de submersion consécutive à la rupture d'un de ces ouvrages.

## Toponymie
Le nom du bourg proviendrait de l’anthroponyme gaulois Néméturius avec le suffixe latin de propriété « -acum » devenu « -ec » puis « -é » et signifiant « domaine de Néméturius ».
Le toponyme des hameaux « Peu » et « Puyrigault » proviendrait du mot latin « podium » associé à l’idée de petite éminence, qui a dérivé ensuite en « puy », mais aussi en « peu ».

## Histoire

### Préhistoire et Antiquité
De l'époque néolithique subsiste le menhir du Vieux Poitiers en grès jaunâtre sur lequel à l'époque gauloise fut tracée une inscription.
RAT[IO]N BRIVATIOM
FRONTV. TARBEISONIOS
IEVRV
« Frontu, fils de Tarbeisu a offert le ratis (rempart ou levée de terre) des habitants de Briva. »
Connue depuis très longtemps, elle a été mentionnée pour la première fois au XVIIIe siècle par Dom Mazet de l’abbaye bénédictine de Saint-Cyprien à Poitiers.

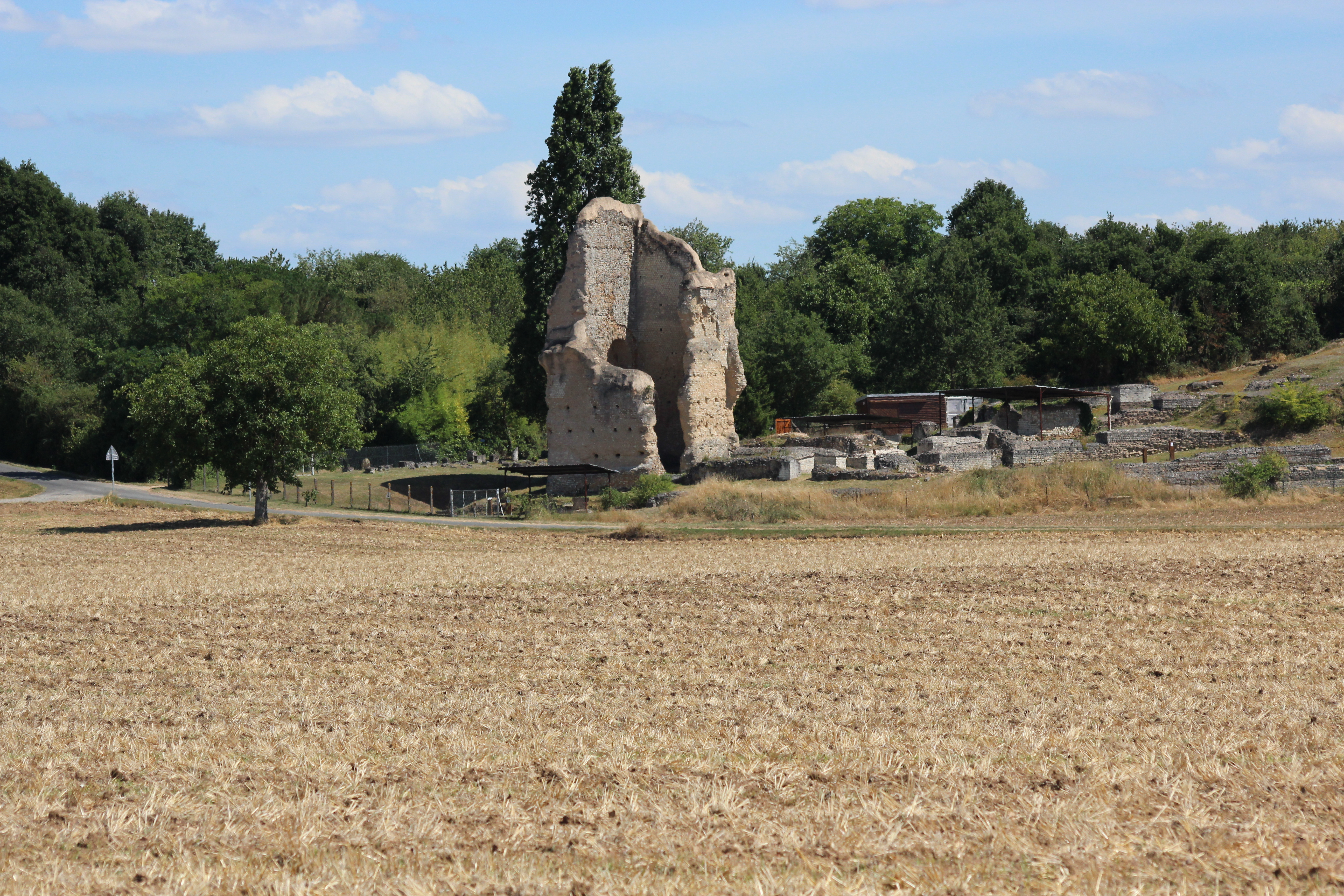
Le site du Vieux-Poitiers près du village de Chezelles à l'est de la commune en 2017.

Le toponyme local des Raïtes, dans la commune de Fressines dans les Deux-Sèvres, qui n’a jamais encore été expliqué est peut-être à rapprocher de ce mot gaulois ratis. Ce mot ratis constitue la racine du toponyme allemand de Ratisbonne. On le retrouve dans les noms antiques de Strasbourg Argento-Rati, de l'Île de Ré (Ratis) et à Rezé près de Nantes avec le dérivé (Rati-ate).
Le menhir a été intégré dans l'urbanisation des lieux à l'époque gallo-romaine, comme le montrent les photographies aériennes.
Un double tombeau de femmes datant du Bas-Empire y a été découvert et fouillé.
Cette importante agglomération gallo-romaine était sur une ancienne voie traversant le territoire des Pictons (voir lien externe). Située sur la commune de Naintré, cette ville fut appelée Vieux-Poitiers et c'est là que Pépin le Bref et Carloman se partagèrent les États de leur père Charles Martel.

### Temps modernes
En 1706, les habitants de Naintré se révoltent contre la capitation, un impôt provisoire levé de 1695 à 1698, puis de façon continue de 1701 à 1789.

### De laRévolution françaiseà laSeconde Guerre mondiale
Comme le reste de la France, Naintré accueille favorablement les avancées de la Révolution française. Elle plante ainsi son arbre de la liberté, symbole de la Révolution, devant l’église. Il devient le lieu de ralliement de toutes les fêtes et des principaux événements révolutionnaires.
En 1886, la commune comptait sept familles de carriers au hameau du Peu sur les 19 recensés. Le sous-sol en calcaire a longtemps constitué une importante source de revenus pour la population villageoise. Le tuffeau a été utilisé comme pierre de construction dès l’époque gallo-romaine. Il a fait, par la suite, l’objet d’une exploitation intensive à partir du XIe siècle jusqu’au début du XXe siècle. L’exploitation à l’époque romaine se faisait principalement à ciel ouvert. À partir du Moyen Âge, les carriers ou « pierreyeux » ont préféré creuser à flanc de coteaux pour s’enfoncer dans la veine. Le tuffeau gardait ainsi une humidité qui en facilitait la taille. En effet, à l’air libre celui-ci s’assèche et se durcit. Ces galeries peuvent s’ étendre sur plusieurs kilomètres. Elles seront par la suite, utilisées comme caves, refuges souterrains, ou plus tardivement en champignonnières.
Le travail des carriers était particulièrement difficile. Il demandait une grande force physique. À l’aide d’un pic à long manche, le carrier creusait dans le front de taille une saignée d’environ 60 cm pour isoler le bloc à extraire. Il insérait ensuite dans ce sillon des coins en bois dur et sec avec un maillet. Ce coin était mouillé afin de gonfler et, ainsi, par pression, provoquer une rupture à l’arrière du bloc. Le bloc était, ensuite, débité en pierres de construction qui étaient chargées sur une charrette pour être stockées à l’air libre et séchées.
Les carriers à temps plein étaient rares. C’étaient essentiellement des paysans qui travaillaient à la carrière l’hiver pour s’assurer un complément de revenu. Au lendemain de la Première Guerre mondiale, cette activité disparut à la suite de l’importance de la mortalité masculine pendant la guerre, d’une désertification des campagnes et du fait, de la concurrence du ciment.

### Seconde Guerre mondiale

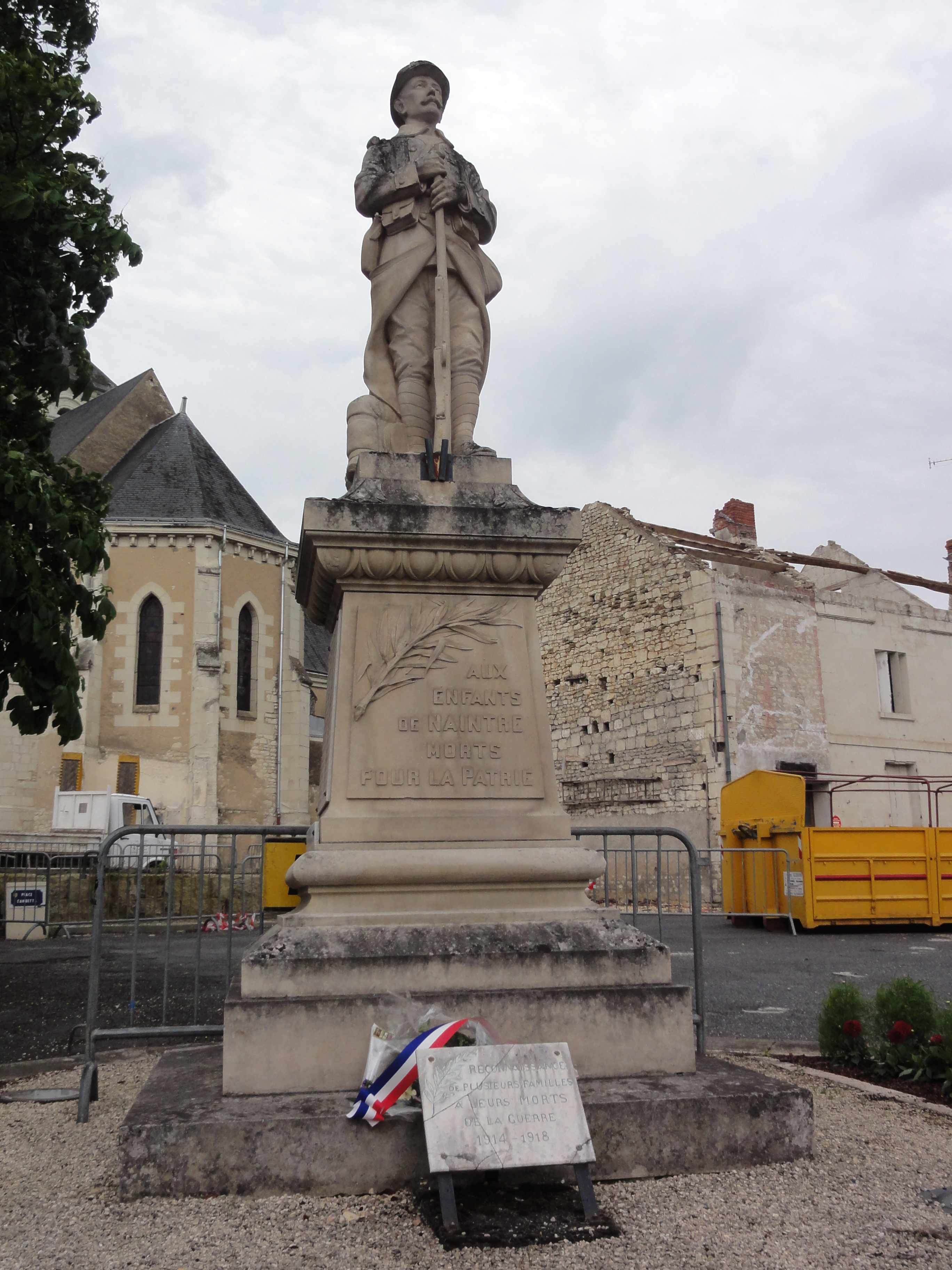
Monument aux morts.

Un dépôt allemand de carburant situé dans la forêt domaniale de Châtellerault est bombardé deux fois pendant l’été 1944. Le premier bombardement a lieu dans la nuit du 15 au 16 juin, de 0 h 43 à 1 h 09. Le marquage est effectué par quatre Mosquitos. Suivent 110 bombardiers Avro Lancaster, dont 31 de la Royal Australian Air Force, les autres appartenant à la Royal Air Force (RAF). Les 1700 bombes larguées représentent 350 tonnes environ. Le bombardement est réussi, puisque la cible est entièrement détruite, mais un des avions du 61e squadron (RAF) s’écrase au village de Besse, à Châtellerault : un civil meurt d’une crise cardiaque, ainsi que 25 tirailleurs sénégalais prisonniers de guerre.
Dans la nuit du 9 au 10 août, le dépôt qui avait été reconstitué est à nouveau bombardé. Cette fois, ce sont 176 Lancaster III précédés de 14 Mosquitos de la RAF et de la RAAF qui attaquent le dépôt. Chaque avion largue quatre bombes de 500 livres de type GP et onze bombes de 1000 livres de type SAP-USA ou GP-USA, soit un total de 5,89 tonnes par avion et de 1000 tonnes au total. La formation adoptée par les bombardiers, volant près les uns des autres et tous feux éteints, explique un accident : deux Lancaster se heurtent au-dessus de Thuré et un seul aviateur survit après avoir sauté.

### Après guerre
L'industrie se développe au bord du Clain. Plusieurs moulins destinés à la coutellerie se développent puis deviennent des usines de construction mécanique comme au hameau de Domine avec l'industriel Pierre Bachy et les frères Léonce et Claude Duteil où en plus de la mécanique, on fabrique limes et râpes. En 1959, la production de couteaux cesse. Elle sera remplacée deux ans plus tard par une société de fabrication de crépines de forage et de filtres industriels créée en association avec le groupe américain des Filtres Crépines Johnson. L'usine métallurgique de Domine compte alors plus 700 salariés dans les années 1960 et 1970. Au milieu des années 1980, la partie Crépines déménage sur la commune voisine d'Availles-en-Châtellerault. Elle est aujourd'hui connue sous le nom de Johnson Screens et appartient à Aqseptence Group SAS. À cette même période, la partie mécanique est, elle, reprise par le groupe Elf Aquitaine et les directeurs se succèdent à la fin des années 1970. La production de limes et râpes diminue au début des années 1980 puis s'interrompt à son tour, et de nombreux licenciements pour cause économique ont lieu entre 1983 et 1985. Les machines à vendanger Femenia fabriquées sur le site par la suite n'empêcheront pas l'usine de fermer définitivement ses portes quelques années plus tard.

## Politique et administration

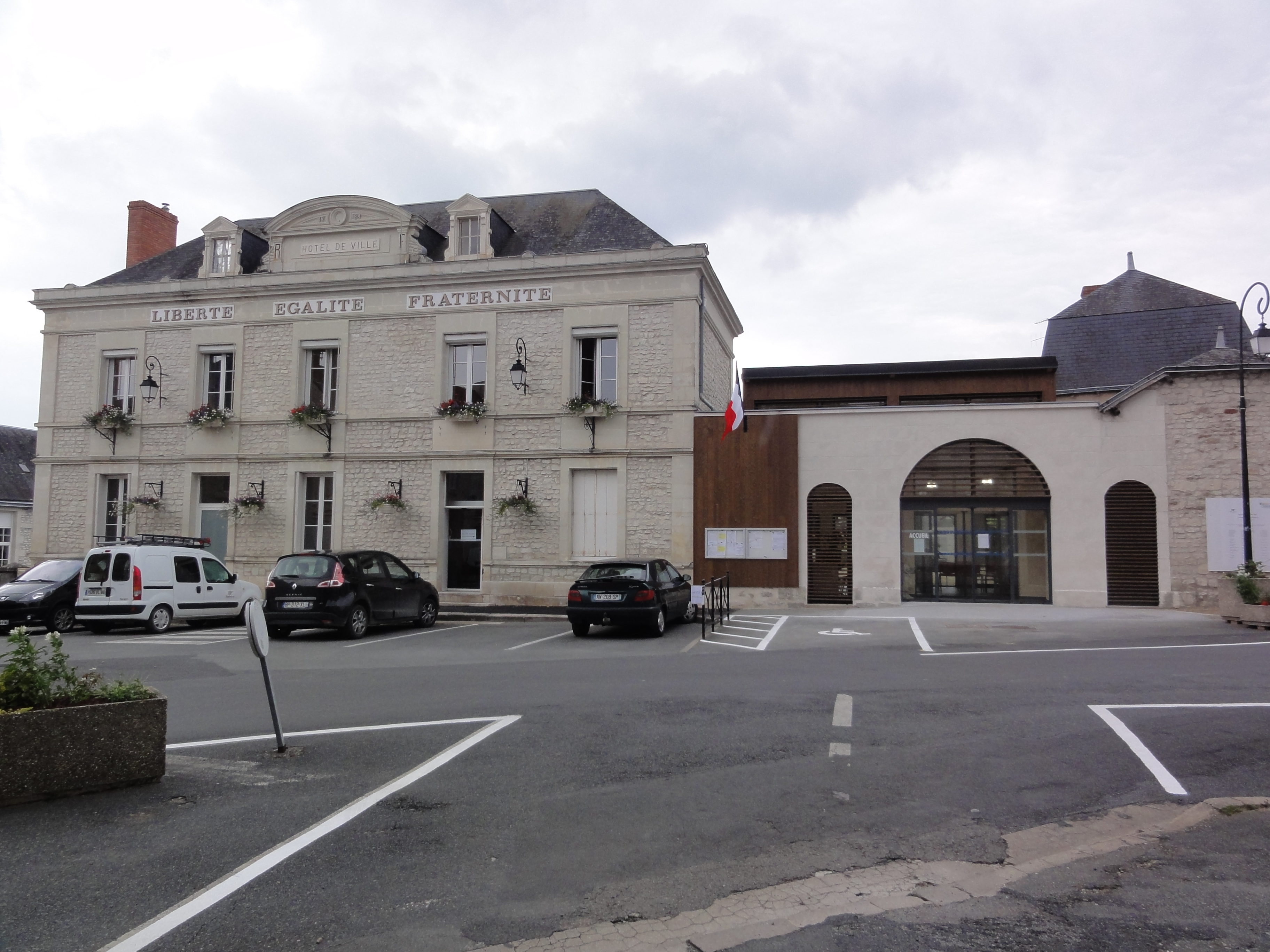
La mairie.

### Instances judiciaires et administratives
La commune relève du tribunal d'instance de Châtellerault, du tribunal de grande instance de Poitiers, de la cour d'appel de Poitiers, du tribunal pour enfants de Poitiers, du conseil de prud'hommes de Poitiers, du tribunal de commerce de Poitiers, du tribunal administratif de Poitiers et de la cour administrative d'appel de Bordeaux, du tribunal des pensions de Poitiers, du tribunal des affaires de la Sécurité sociale de la Vienne, de la cour d’assises de la Vienne.

### Services publics
Les réformes successives de La Poste ont conduit à la fermeture de nombreux bureaux de poste ou à leur transformation en simple relais. Toutefois, la commune a pu maintenir le sien.

## Démographie
L'évolution du nombre d'habitants est connue à travers les recensements de la population effectués dans la commune depuis 1793. Pour les communes de moins de 10 000 habitants, une enquête de recensement portant sur toute la population est réalisée tous les cinq ans, les populations de référence des années intermédiaires étant quant à elles estimées par interpolation ou extrapolation. Pour la commune, le premier recensement exhaustif entrant dans le cadre du nouveau dispositif a été réalisé en 2007.

En 2022, la commune comptait 5 954 habitants, en évolution de +1,1 % par rapport à 2016 (Vienne : +0,6 %, France hors Mayotte : +2,11 %).
| 1793  | 1800  | 1806  | 1821  | 1831  | 1836  | 1841  | 1846  | 1851  |
| ----- | ----- | ----- | ----- | ----- | ----- | ----- | ----- | ----- |
| 1 435 | 1 290 | 1 634 | 1 456 | 1 414 | 1 470 | 1 602 | 1 304 | 1 454 |

| 1856  | 1861  | 1866  | 1872  | 1876  | 1881  | 1886  | 1891  | 1896  |
| ----- | ----- | ----- | ----- | ----- | ----- | ----- | ----- | ----- |
| 1 548 | 1 621 | 1 741 | 1 883 | 2 073 | 2 237 | 2 340 | 2 808 | 2 745 |

| 1901  | 1906  | 1911  | 1921  | 1926  | 1931  | 1936  | 1946  | 1954  |
| ----- | ----- | ----- | ----- | ----- | ----- | ----- | ----- | ----- |
| 2 794 | 2 610 | 2 563 | 2 463 | 2 256 | 2 195 | 2 251 | 3 031 | 3 813 |

| 1962  | 1968  | 1975  | 1982  | 1990  | 1999  | 2006  | 2007  | 2012  |
| ----- | ----- | ----- | ----- | ----- | ----- | ----- | ----- | ----- |
| 5 447 | 2 430 | 3 460 | 4 236 | 4 718 | 5 293 | 5 720 | 5 775 | 5 847 |

| 2017  | 2022  | - | - | - | - | - | - | - |
| ----- | ----- | - | - | - | - | - | - | - |
| 5 911 | 5 954 | - | - | - | - | - | - | - |

En 2008, selon l’Insee, la densité de population de la commune était de 233 hab./km2 contre 61 hab./km2 pour le département, 68 hab./km2 pour la région Poitou-Charentes et 115 hab./km2 pour la France.
Naintré est la 10e commune la plus peuplée du département de la Vienne.

## Économie

### Agriculture
Selon la direction Régionale de l'Alimentation, de l'Agriculture et de la Foret de Poitou-Charentes, il n'y a plus que 9 exploitations agricoles en 2010 contre 18 en 2000.
Les surfaces agricoles utilisées ont légèrement diminué et sont passées de 1 056 hectares en 2000 à 1 012 hectares en 2010. Ces chiffres indiquent une concentration des terres sur un nombre plus faible d’exploitations. Cette tendance est conforme à l’évolution constatée sur tout le département de la Vienne puisque de 2000 à 2007, chaque exploitation a gagné en moyenne 20 hectares.
59 % des surfaces agricoles sont destinées à la culture des céréales (blé tendre essentiellement mais aussi orges et maïs), 21 % pour les oléagineux (colza et tournesol), 5 % pour les protéagineux et 2 % pour le fourrage. En 2000, 6 hectares (0 en 2010) étaient consacrés à la vigne.
Les élevages de bovins, caprins, ovins et de volailles ont disparu au cours de cette décennie.
La disparition de l'élevage d'ovins est conforme à la tendance globale du département de la Vienne. En effet, le troupeau d’ovins, exclusivement destiné à la production de viande, a diminué de 43,7 % de 1990 à 2007.
La disparition de l'élevage de caprins, quant à elle, est révélatrice de l’évolution qu’a connu, en région Poitou-Charente, cet élevage au cours des deux dernières décennies : division par trois du nombre d’exploitations, augmentation des effectifs moyens par élevage (38 chèvres en 1988, 115 en 2000), division par 10 des chèvreries de 10 à 50 chèvres qui représentaient 50 % des troupeaux en 1988, et multiplication par 6 des élevages de plus de 200 chèvres qui regroupent, en 2000, 45 % du cheptel. Cette évolution a principalement pour origine la crise de surproduction laitière de 1990-1991 qui, en parallèle des mesures incitatives, a favorisé des départs d’éleveurs en préretraite.

### Commerces et industries
152 entreprises dans la commune, dont 118 en zone industrielle (Domine, Norais-Bachaud, Laumont, Les Fougères, La Glandée, Nerpuy) et 34 commerces en centre-ville (Bourg, Jean Jaurès-Victor Hugo, Les Barres).
L'ancienne usine métallurgique de Domine (Mécanique, Limes et râpes, Crépines) dont les origines remonte à 1931 comptait 700 à 800 salariés dans les années 1960 et 1970. Elle cessa ses activités dans les années 1980.

## Culture locale et patrimoine

### Lieux et monuments
- Le château de la Tour-de-Naintré, donjon flanqué de tourelles, construit au XIVe siècle. Les douves, le pigeonnier et la toiture sont inscrits au titre des monuments historiques depuis 1973[59].
- Le menhir du Vieux-Poitiers est classé au titre des monuments historiques depuis 1892[60].
- Le menhir-polissoir de Souhé est inscrit au titre des monuments historiques depuis 1989[61].
- Le logis de la Fontfermée est inscrit au titre des monuments historiques depuis 2022[62]
- Les vestiges du théâtre gallo-romain sont en partie classés au titre des monuments historiques depuis 1970 et pour une autre partie inscrits depuis 1971[63]. Il a fait l’objet de plusieurs campagnes de fouilles, notamment, à partir de 1970, sous l’impulsion de René Fritsch, et, plus récemment grâce au travail coordonné par l’archéologue Christophe Belliard. Le théâtre pouvait accueillir 10 000 personnes. Le théâtre faisait partie d’une véritable ville située sur la voie romaine reliant Tours à Poitiers. La ville s’étendait sur environ 60 hectares. Le théâtre témoigne aussi de l’utilisation ancienne du tuffeau local. En effet, la maçonnerie de l’ancienne entrée est composée de matériaux extraits du sous-sol. Moellons et pierres de taille qui constituent le parement de petit appareil, proviennent de carrières proches. Abandonné au IIIe siècle, le théâtre devient lui-même une immense carrière dont les pierres furent réutilisées dans les constructions voisines (églises….).

- L'église Saint-Vincent. L'intérieur est orné d'un retable en bois doré, d'un chemin de croix, de quelques tableaux et de vitraux de la Maison Fournier du la fin du XIXe siècle, début XXe siècle. Un des vitraux est exécuté en monument aux morts.
- La commune est située sur le chemin de Compostelle (Via Turonensis)

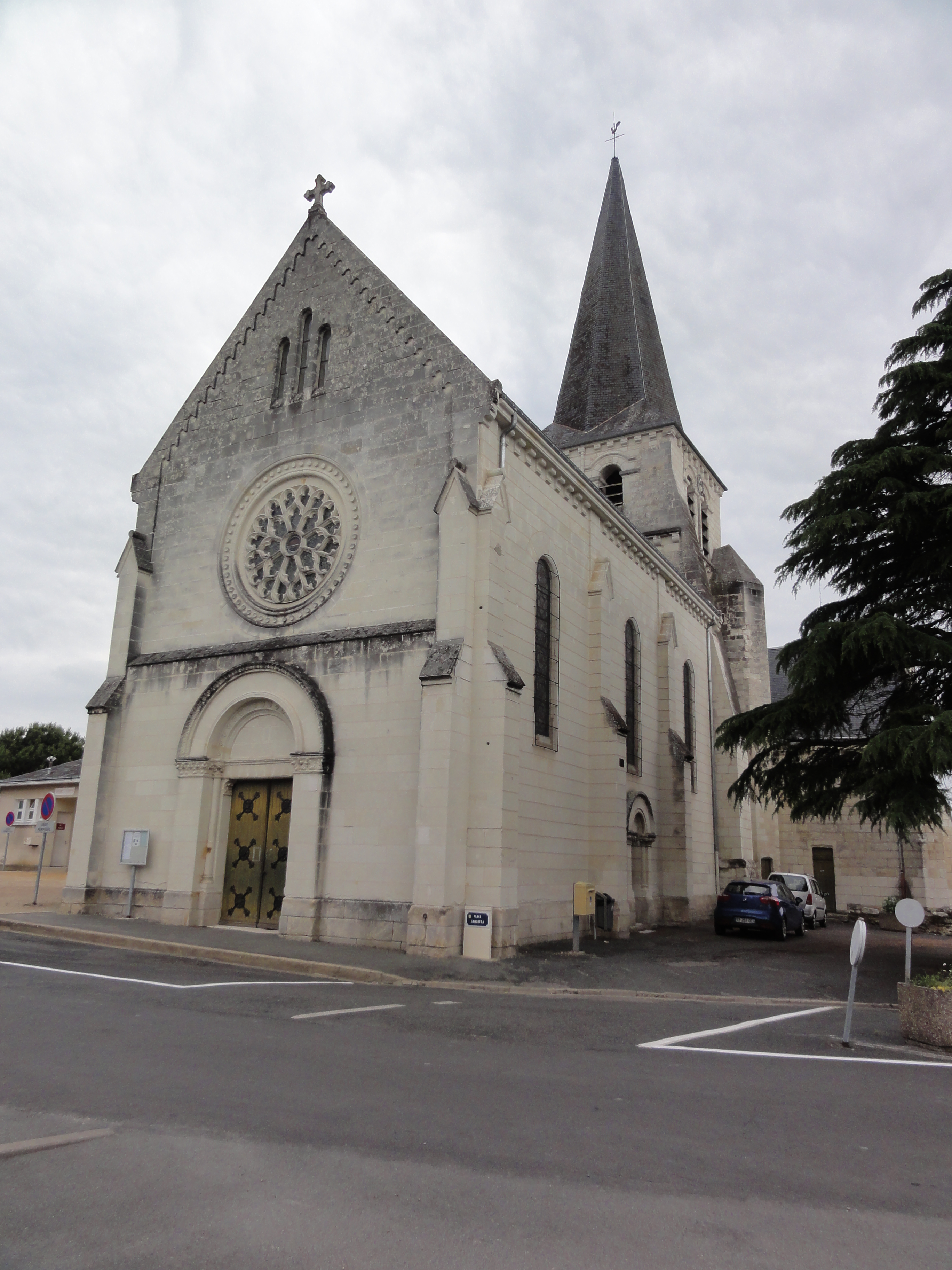
L'église Saint-Vincent.
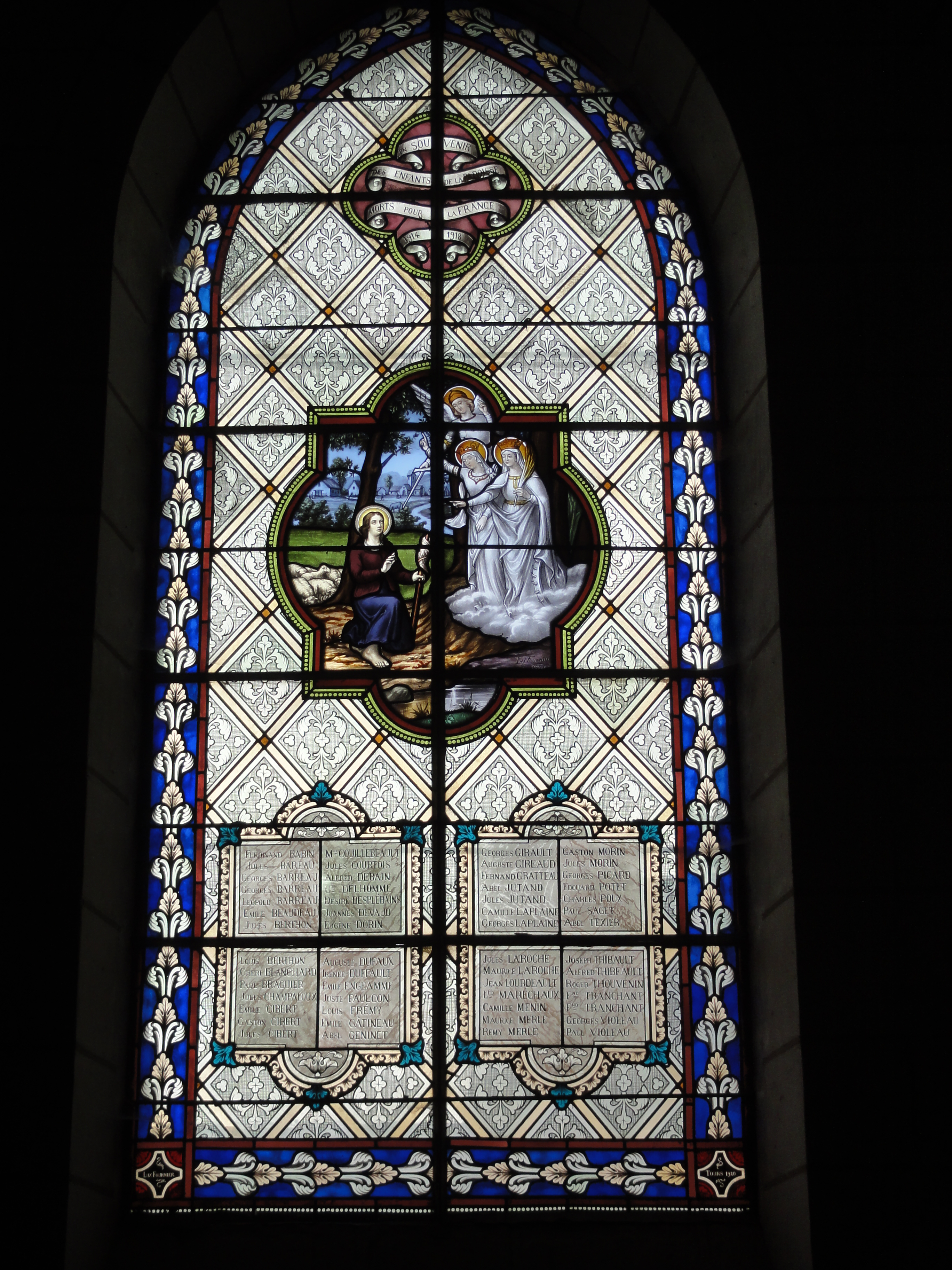
Vitrail, monument aux morts.
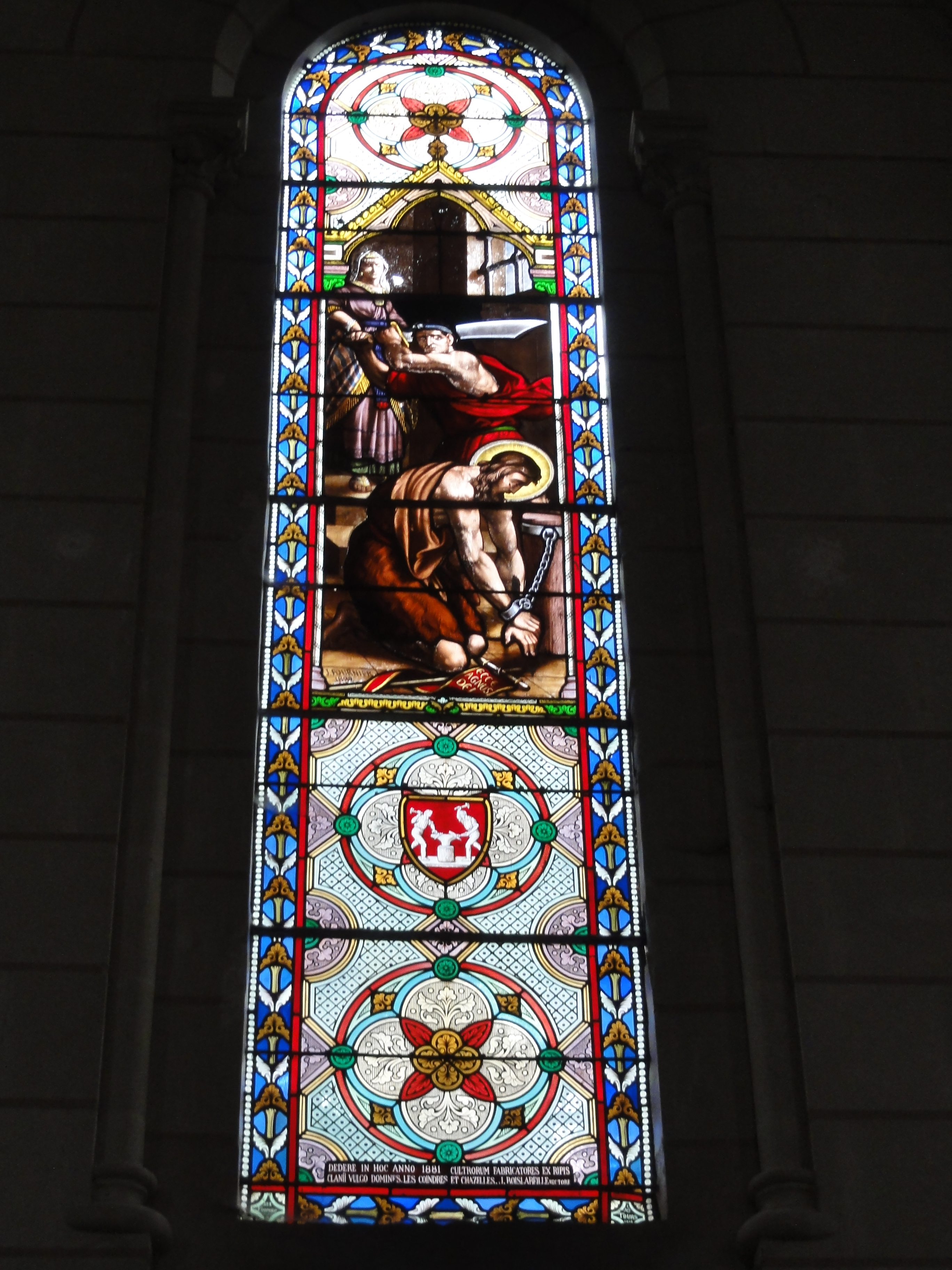
Vitrail, décapitation de Saint Jean Baptiste.
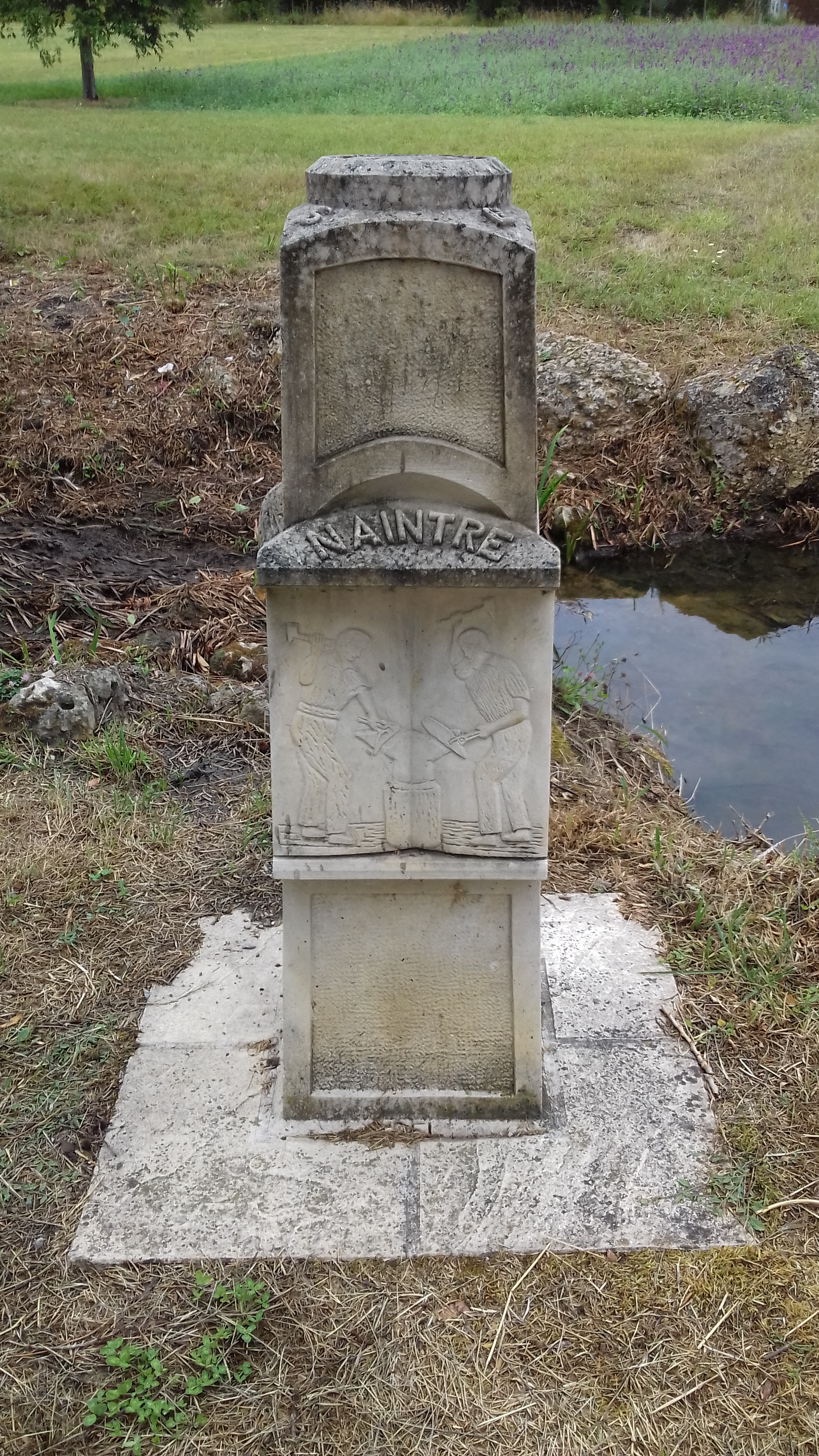
Borne d'étape "La Barque"
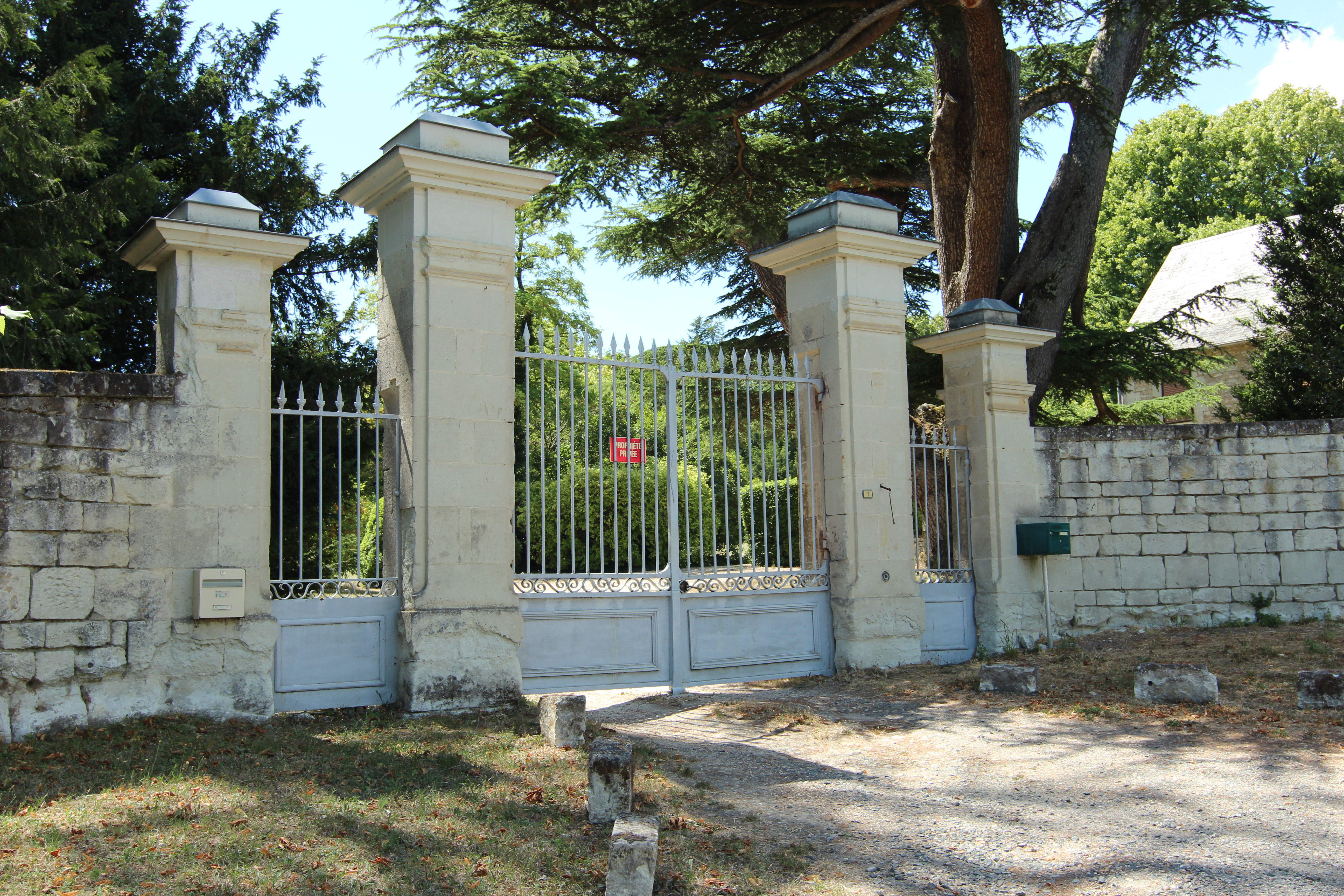
L'entrée du château de la Tour de Naintré en 2017.

### Personnalités liées à la commune
- Le coureur cycliste Fernand Augereau est né à Naintré.
- Pierre de La Fouchardière (1920-2011), résistant et ancien officier de la 2e DB, est né à Naintré.
- Albert Réau (1879-1909), adjudant du 1er régiment du génie à Versailles mort le 25 septembre 1909 dans l'explosion du dirigeable République à Trévol (Allier). Un monument commémoratif, témoignant de l’émotion dans la commune d’un événement d’ampleur nationale et d’un nouveau genre, l’accident aérien, fut érigé en son honneur en 1910 dans le cimetière communal. Près de 5 000 personnes assistèrent à l’inauguration du monument par le préfet de la Vienne le 2 octobre 1910. Chargé de symboles, l’édifice comporte notamment une sculpture représentant l’équipage, une photographie, un obélisque et une dédicace. Une rue porte son nom à Naintré. Une rue a aussi été baptisée Rue de l'Adjudant-Réau à Paris.[réf. nécessaire]
- Vincent-Claude Chambourdon né à Clan en 1748, juge à Poitiers fils de sieur Jean-Claude Chambourdon et d'Anne-Marie Jeudi père de Stanislas Chambourdon (1781-10/03/1864) Exploitèrent de nombreux relais de postes dont le plus important était aux Barres Naintré sur l'axe Paris - Bordeaux. Cette famille Chambourdon fut les derniers Maîtres de Poste jusqu'en 1868 date à laquelle les chemins de fer vinrent concurrencer la traction animale. En l'honneur de cet enfant du pays une rue de la commune de Naintré porte son nom.[réf. nécessaire]

### Héraldique
| Blason | Blasonnement : De gueules aux deux forgerons affrontés martelant avec leur dextre une pièce métallique tenue par une tenaille avec leur senestre sur une enclume, le tout d’argent posé sur une terrasse en fasce du même mouvant des flancs, à la bordure d’or. |

### Articles de Wikipédia
- Liste des communes de la Vienne
- Anciennes communes de la Vienne